# Arance & martello
Arance & martello è un film del 2014 scritto, diretto e interpretato da Diego Bianchi, meglio conosciuto come Zoro, alla sua prima prova registica.
Il film è stato presentato in anteprima il 5 settembre 2014 come "evento speciale fuori concorso" nella sezione "Settimana della Critica" della 71ª Mostra internazionale d'arte cinematografica di Venezia.

## Trama
La vicenda si svolge a Roma nel 2011, ai tempi dell'ultimo governo Berlusconi con sindaco Alemanno. In un mercato rionale (via Orvieto, zona San Giovanni) destinato definitivamente alla chiusura, i commercianti si appellano ad un gruppo di attivisti del PD in cerca di consensi per una campagna per le dimissioni di Berlusconi. Delusi dall'immobilismo della sezione PD, i commercianti occupano la sezione del partito minacciando di dar fuoco a tutto se la delibera comunale non sarà revocata. A seguito dell'intervento del sindaco emerge una serie di equivoci che portano davvero il fuoco nella sezione, ma per opera di simpatizzanti fascisti. Il film è un susseguirsi di episodi paradossali e tragicomici che costituiscono una feroce satira verso l'Italia, Alemanno ed il PD di quel momento storico.

## Distribuzione
Il primo trailer del film è stato diffuso il 21 luglio 2014.
Il film è stato presentato il 5 settembre 2014 durante la 71ª Mostra internazionale d'arte cinematografica di Venezia ed è stato distribuito nelle sale italiane lo stesso giorno.

## Riconoscimenti
- 2015 - Globo d'oro
  - Nomination Miglior opera prima a Diego Bianchi
  - Nomination Miglior commedia a Diego Bianchi
  - Nomination Miglior attore a Diego Bianchi
  - Nomination Miglior fotografia a Roberto Forza